# Landjar
Landjar o Lanjar (in armeno Լանջառ?) è un comune dell'Armenia di 237 abitanti (2008) della provincia di Ararat.